# Was getekend, Annie M.G. Schmidt
Was getekend, Annie M.G. Schmidt is een Nederlandstalige musical over het leven van Annie M.G. Schmidt. De productie ging op 24 september 2017 in première in het DeLaMar Theater in Amsterdam. De show toerde tijdens theaterseizoen 2017/2018 door het land. En vanaf mei 2018 tot en met 13 januari 2019 was de verlenging van de show exclusief te zien in het DeLaMar theater in Amsterdam.

## Verhaal
De verhaallijn is gebaseerd op de biografie Anna, het leven van Annie M.G. Schmidt, dat geschreven is door Annejet van der Zijl. Samen met zoon Flip (gespeeld door William Spaaij) kijkt Annie M.G. Schmidt (in de musical gespeeld door Simone Kleinsma en Doris Baaten), terug op haar leven.

## Rolverdeling
| Rol                                                                     | 2017 / 2018                                                     | Verlenging DeLaMar Theater 2018-2019                         |
| ----------------------------------------------------------------------- | --------------------------------------------------------------- | ------------------------------------------------------------ |
| Annie M.G. Schmidt                                                      | Simone Kleinsma                                                 | Simone Kleinsma                                              |
| alternate Annie M.G. Schmidt                                            | Doris Baaten                                                    | -                                                            |
| Flip van Duijn                                                          | William Spaaij                                                  | William Spaaij                                               |
| Geertruida Maria Bouhuijs (moeder Annie M.G. Schmidt)                   | Marjolijn Touw                                                  | Marjolijn Touw                                               |
| Dick van Duijn / Johannes Daniël Schmidt (vader Annie M.G. Schmidt)     | Wim Van Den Driessche                                           | Wim Van Den Driessche                                        |
| Jonge Annie M.G. Schmidt                                                | Jeske Van de Staak                                              | Jeske Van de Staak                                           |
| Kleine Annie M.G. Schmidt                                               | Rinke / Ida / Lux / Amber / Rosemarie / Lola / Lotta / Kayleigh | Rinke / Amber / Lola / Lotta / Robine / Gaia / Larissa / Fië |
| Ensemble                                                                |                                                                 |                                                              |
| Janneke (Jip & Janneke) / Jan de vliegenier                             | Martijn Vogel (Dance Captain)                                   | Calvin Kromheer                                              |
| Hella                                                                   | Willemien Dijkstra                                              | Sandra Jonkman                                               |
| Henk / Jip (Jip & Janneke)                                              | Sjoerd Spruijt                                                  | Steven Roox                                                  |
| Tops / Sjaan                                                            | Liss Walravens                                                  | Melinda de Vries (Dance Captain)                             |
| John de crane / Willem / Jan de vliegenier / understudy Flip van Duijn* | Bart van Veldhoven/Sjoerd Spruijt*                              | Bart van Veldhoven                                           |
| Understudy Jonge Annie M.G. Schmidt / Olga                              | Nandi van Beurden                                               | Nandi van Beurden                                            |
| Understudy Janneke (Jip & Janneke)                                      | Jules Vermei                                                    | Jules Vermei                                                 |
| Jeanne                                                                  | Nandi van Beurden                                               | Nandi van Beurden                                            |
| Swings                                                                  |                                                                 |                                                              |
| Alle mannenrollen                                                       | Jonas Bouckaert                                                 | Jonas Bouckaert                                              |
| Alle vrouwenrollen                                                      | Nadine Bastiaansen                                              | Nadine Bastiaansen                                           |

## Prijzen
- Simone Kleinsma: Conny Stuart Award, Beste Vrouwelijke Hoofdrol in een grote musical 2018
- Marjolijn Touw: Beste Vrouwelijke Bijrol in een grote musical 2018
- Gehele cast: Beste grote musical 2018
- Dick van den Heuvel: Beste Script voor een grote musical 2018